# Acanthocinus carinulatus
Acanthocinus carinulatus là một loài bọ cánh cứng trong họ Cerambycidae.